# Tockus jacksoni
Tockus jacksoni е вид птица от семейство Носорогови птици (Bucerotidae).

## Разпространение
Видът е разпространен в Кения, Судан, Уганда и Южен Судан.